# Ehrenhain (Flensburg)

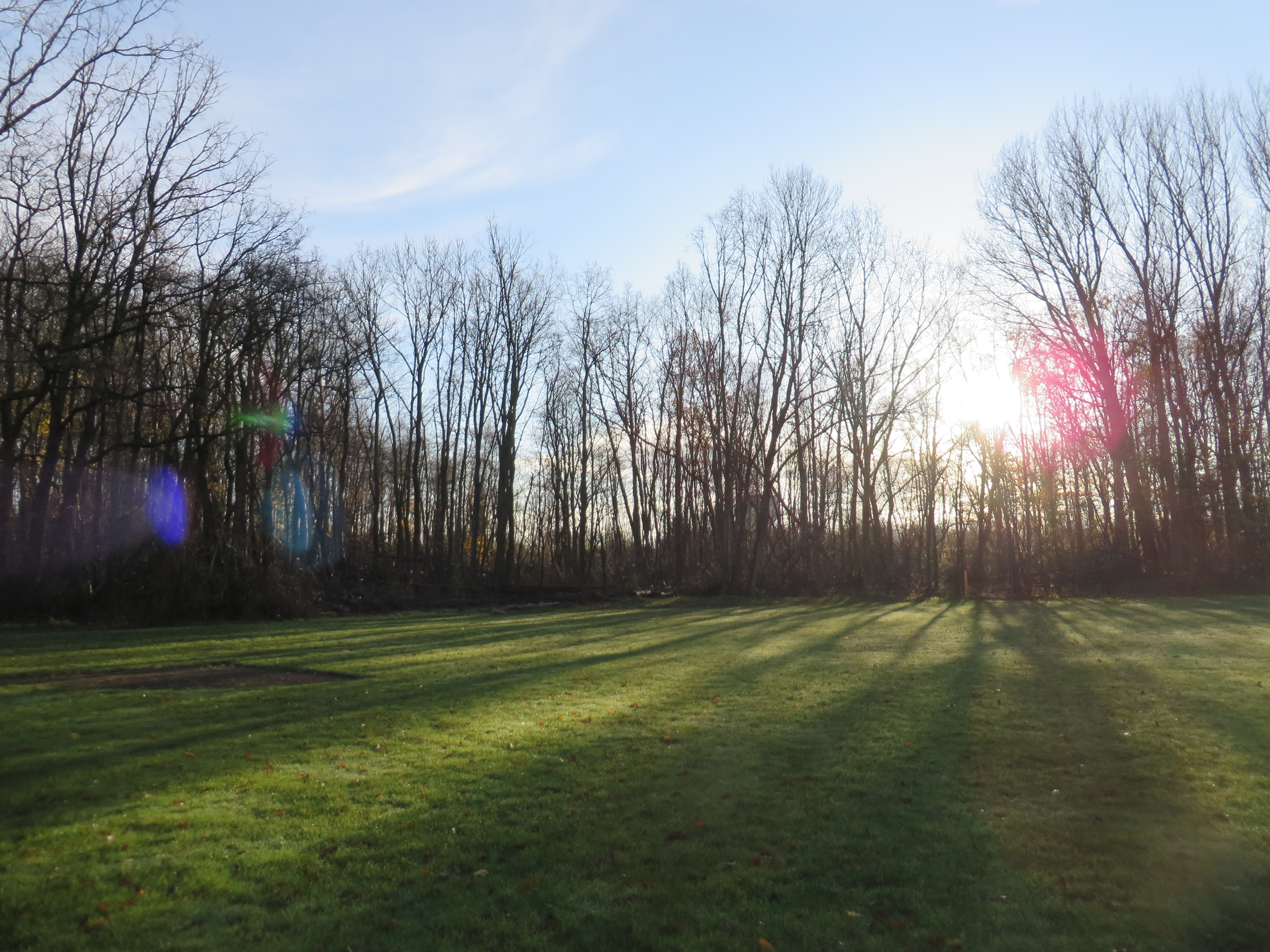
Der Ehrenhain im Jahr 2017

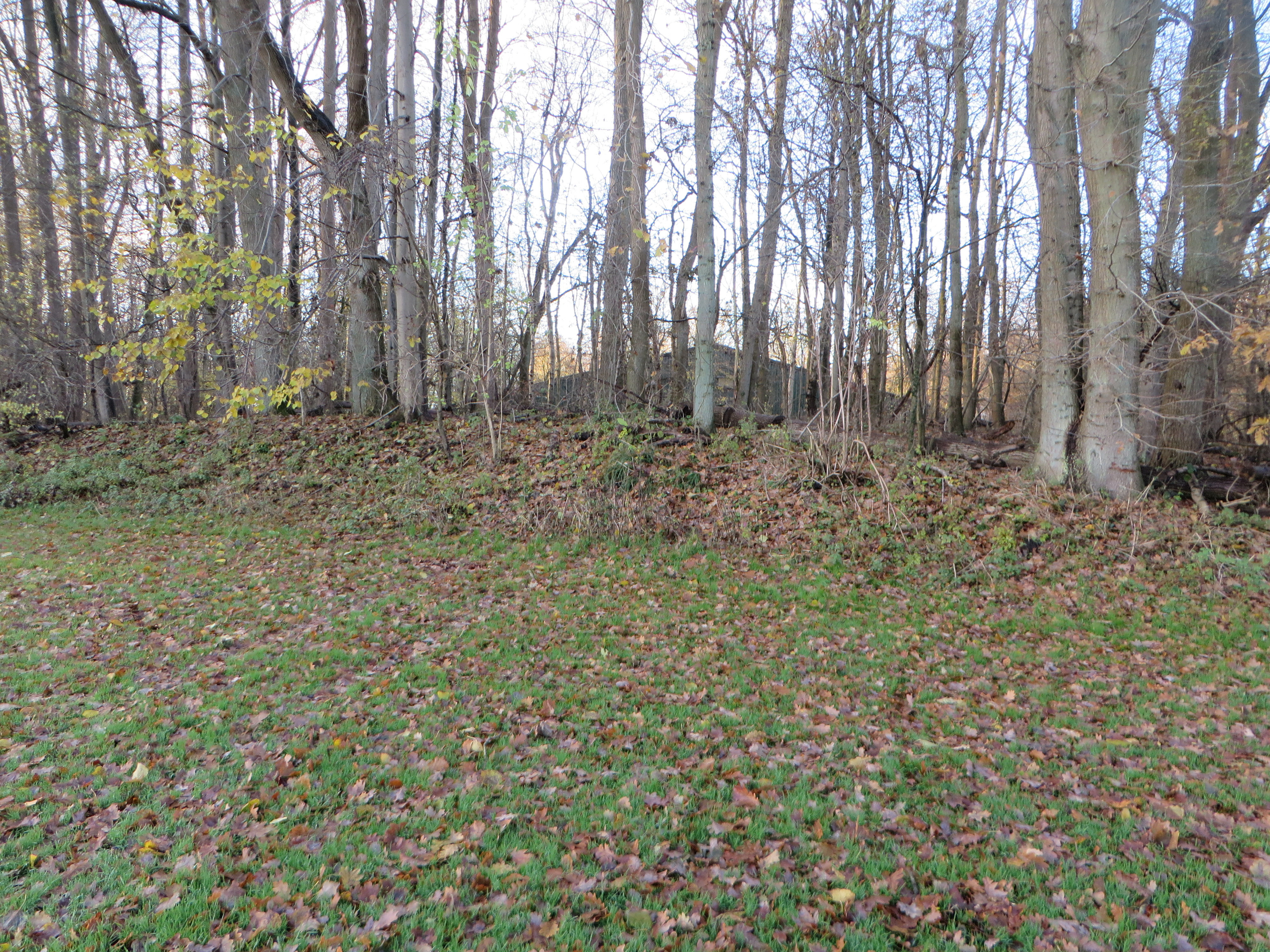
Erhaltene Böschung, auf welcher die Bäume stehen.

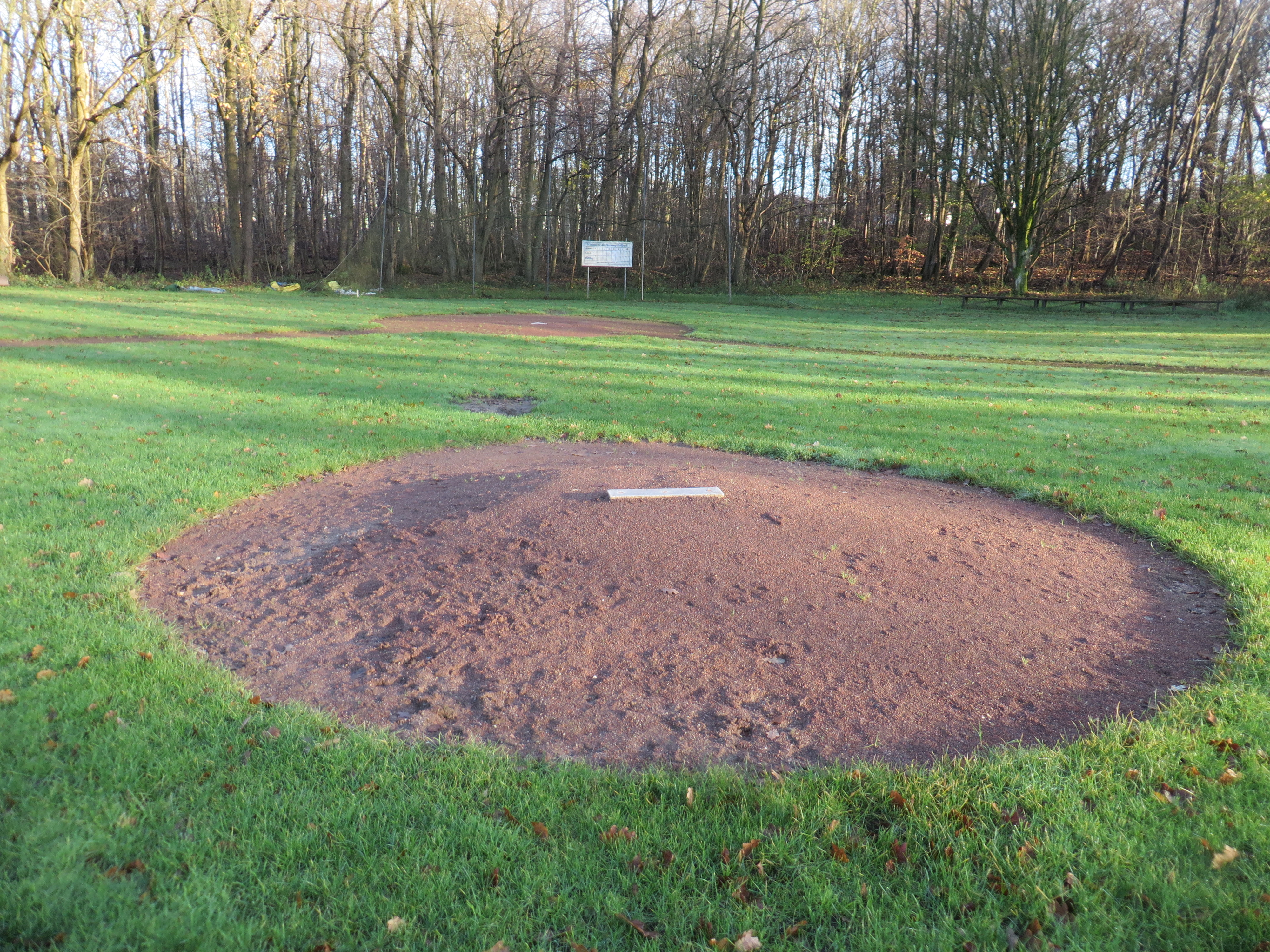
Pitcher’s Mound des heutigen Baseballfelds

Der Ehrenhain im Flensburger Volkspark ist ein Ehrenhain, dessen Platz als Sportplatz dient. Der Ehrenhain gehört zu den Kulturdenkmalen der Stadt.

## Hintergrund
Ende 1914 hatte der preußischen Gartenbaudirektor Willy Lange die neue Gedenkstättenform des sogenannten „Deutschen Heldenhains“ entwickelt. Nach seinen Vorstellungen sollte für jeden gefallenen Soldaten einer Gemeinde eine Eiche gepflanzt werden. Nach diesem Vorbild wurde um 1927 südwestlich vom Flensburger Stadion ein Hain mit Eichenbestand für die Gefallenen des Ersten Weltkrieges angelegt, welcher einen zugehörigen kreisförmigen Platz ummantelte. Des Weiteren entstand auch zeitgleich, 300 Meter nordwestlich vom Ehrenhain der kleinere, ebenfalls ursprünglich kreisförmige Sonnenwendplatz (Lage) mit Ausblick auf den Hafen und die Förde.
Während des Zweiten Weltkrieges wurde die Anlage nicht gepflegt. In der Zeit nach der Bedingungslosen Kapitulation der Wehrmacht kam es zu großen Schäden durch Holzdiebstahl. Die heutige gemischte Bepflanzung des Gründenkmals, bestehend aus Eichen, Buchen und Ulmen, dürfte im Anschluss entstanden sein.
Der Ehrenhain wird seit Mai 2011 vom Flensburger Baseballverein Flensburg Baltics bespielt, der zum DGF Flensborg gehört. Dieser einzige Baseballverein der Stadt ist nicht zu verwechseln mit den Baseballteam „Falcons“ aus Flensburg in Minnesota. Zur Einrichtung des neuen Baseballplatzes wurde der Ehrenhain offensichtlich in seiner Gestalt verändert, so dass er sich heute eckiger zeigt.